# 1900년 하계 올림픽 루마니아 선수단
루마니아는 1900년 5월 14일부터 10월 28일까지 프랑스 파리에서 열린 제2회 하계 올림픽에 참가했다. 1개 종목에 선수 1명이 참가하였다

## 사격

### 산탄총 사격
| 선수              | 세부 종목 | 점수 | 순위 |
| 게오르게 플라기노 | 트랩      | 11   | 13   |

## 참고 자료
- Mallon, Bill (1998). 《The 1900 Olympic Games, Results for All Competitors in All Events, with Commentary》. Jefferson, North Carolina: McFarland & Company, Inc., Publishers. ISBN 0-7864-0378-0.
- “Romania:1900 Olympic Results”. sports-reference.com. 2012년 3월 2일에 원본 문서에서 보존된 문서. 2010년 4월 26일에 확인함.